# Pleuridium aurantiacum
Pleuridium aurantiacum är en bladmossart som beskrevs av Jerry Allen Snider och Delgadillo M. 1988. Pleuridium aurantiacum ingår i släktet sylmossor, och familjen Ditrichaceae. Inga underarter finns listade i Catalogue of Life.